# Ippon

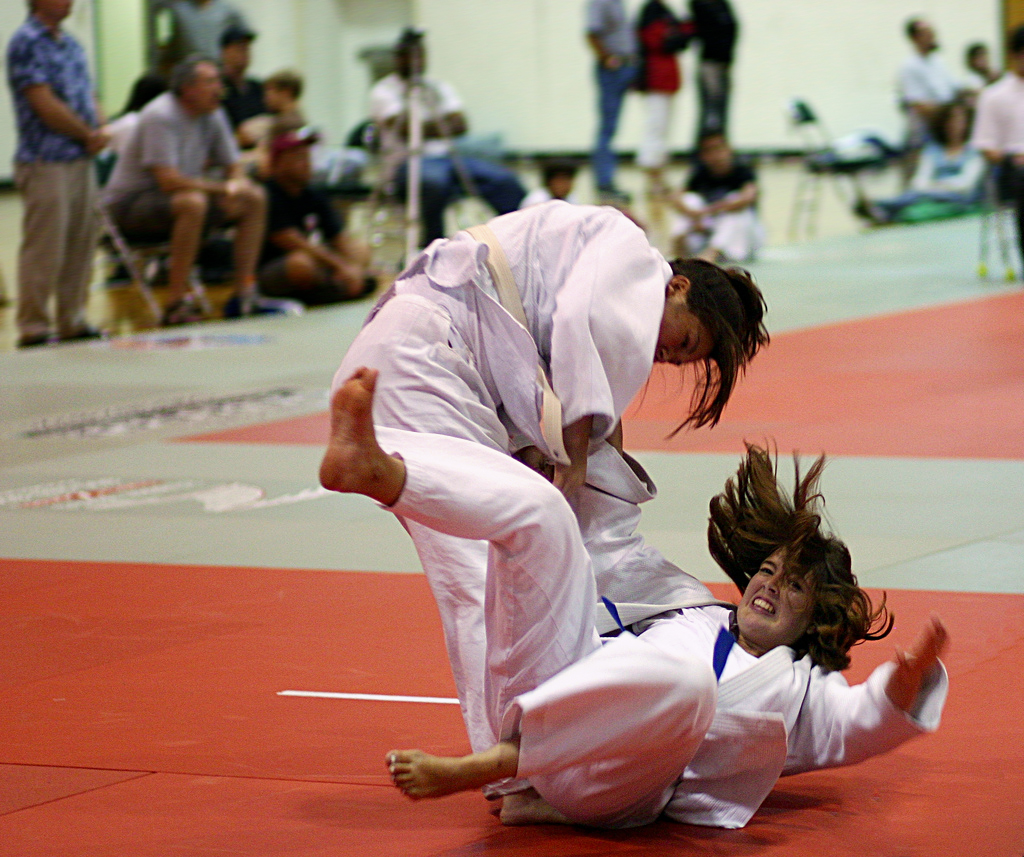
Ippon w judo

Ippon (jap. 一本) − termin używany w japońskich sportach i sztukach walki (budō); oznacza decyzję sędziowską o zakończeniu walki przed czasem i ogłoszeniu zwycięstwa jednego z zawodników w wyniku uzyskania pełnego punktu. Jest stosowany m.in. w judo, jujutsu, karate czy aikido.

## Ippon w judo
Ippon można uzyskać w jeden z następujących sposobów:
- wykonanie czystego technicznie rzutu (gdy zawodnik rzuca przeciwnika w sposób kontrolowany na większą część pleców ze znaczną siłą i szybkością),
- wykonanie trzymania przez 20 sekund od chwili jego ogłoszenia,
- poddanie się przeciwnika w wyniku zastosowania dźwigni, duszenia albo gdy przeciwnik poddaje walkę nie widząc możliwości uwolnienia się z trzymania,
- przeciwnik nie jest w stanie kontynuować walki w wyniku zastosowania duszenia lub dźwigni, na przykład gdy zemdleje.

Sędzia ogłaszający decyzję ippon podnosi rękę do góry z wewnętrzną częścią dłoni skierowaną do przodu i wymawia słowa "Ippon soremade!".
Dwukrotne uzyskanie waza-ari oznacza ogłoszenie waza-ari-awasete-ippon.

## Ippon w kyokushin
Ippon w karate kyokushin można uzyskać w jeden z następujących sposobów:
- wykonanie celnego uderzenia lub innej zgodnej z regulaminem techniki, która spowodowała upadek rywala (nokdaun) na dłużej niż 3 sekundy,
- rezygnacja rywala z dalszej walki,
- dyskwalifikacja rywala,
- dwukrotne otrzymanie waza-ari (pół punktu), np. za dwa nokdauny trwające krócej niż 3 sekundy.